# Yang Yu (nuotatrice)
Yang Yu (杨雨S, 楊雨T, Yáng YǔP; Hangzhou, 6 febbraio 1985) è una nuotatrice cinese.
Ha vinto due medaglie d'argento olimpiche a Atene 2004 e a Pechino 2008, sempre nella staffetta 4x200 m stile libero.
Ai Mondiali 2009 di Roma ha vinto l'oro nella Staffetta 4x200m stile libero stabilendo il record mondiale con il tempo di 7'42"08.

## Palmarès
- Giochi olimpici

Atene 2004: argento nella 4x200m sl.
Pechino 2008: argento nella 4x200m sl.
- Mondiali di nuoto

Fukuoka 2001: argento nei 200m sl
Barcellona 2003: oro nella 4x100m misti, bronzo nei 200m sl e nella 4x200m sl.
Montréal 2005: bronzo nei 200m sl e nella 4x200m sl.
Roma 2009: oro nella 4x200m sl.
- Mondiali in vasca corta

Atene 2000: oro nei 200m sl e bronzo nella 4x200m sl.
Mosca 2002: oro nella 4x200m sl, argento nei 200m sl e nei 200m farfalla e bronzo nella 4x100m sl.
Shanghai 2006: oro nei 200m sl, argento nella 4x200m sl e bronzo nei 200m farfalla.
- Giochi asiatici

Busan 2002: oro nei 200m sl, nella 4x100m sl e nella 4x200m sl e argento nei 100m sl.
Doha 2006: oro nella 4x100m sl e nella 4x200m sl e argento nei 200m sl.
- Vincitrice della Coppa del Mondo dei 200m sl nel 2000